# لایه‌نشانی با لیزر پالسی

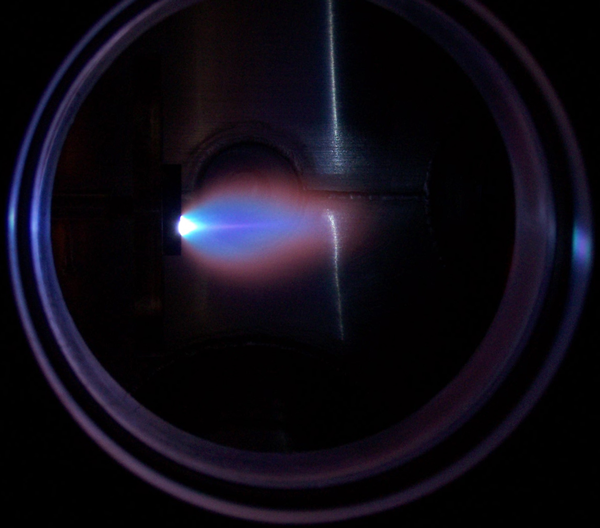
یک شعله از SrRuO_{3} پرتاب‌شده به هدف در مدت فرایند رسوب

رسوب لیزری پالسی یک تکنیک انباشت بخار فیزیکی است که یک تیغه لیزری، پالسی با قدرت زیاد در درون اتاق خلأ روی ماده ای که رسوب کرده است، متمرکز می‌شود. این ماده از یک هدف در یک شعله پلاسمایی، که آن را به عنوان یک لایه نازک ته‌نشین می‌کند تبخیر شده است. (مثل یک ویفر سیلیکونی که به هدف می‌خورد)
این پروسه می‌تواند در خلاء فوق-بالا اتفاق بیفتد یا در حضور یک گاز پس زمینه مثل اکسیژن، که معمولاً وقتی اکسید رسوبی کاملاً لایه‌های رسوبی را اکسیژنه می‌کند، استفاده می‌شود. درحالی که جزئیات اولیه نسبت به بسیاری دیگر از تکنیک‌های رسوب‌گیری ساده‌تر است، آثار فیزیکی برهمکنش لیزری به نسبت پیچیدگی بالاتری دارد. وقتی پالس لیزر توسط هدف جذب می‌شود ابتدا انرژی به تحریک الکترونیکی و سپس به انرژی گرمایی، شیمیایی و مکانیکی که در نتیجه تبخیر (تصاعد)، فرسایش، تبدیل پلاسمایی و حتی پوسته پوسته سازی است، تبدیل می‌شود.
انواع اهداف پرتابشونده که در خلأ اطراف شکل یک شعله شامل انواع انرژی زا شامل اتم، مولکول، الکترون، یون، خوشه، ذرات و گلبول‌های مذاب رسوب شدن معمولاً روی لایه داغ گسترش می‌یابند.

## فرایند

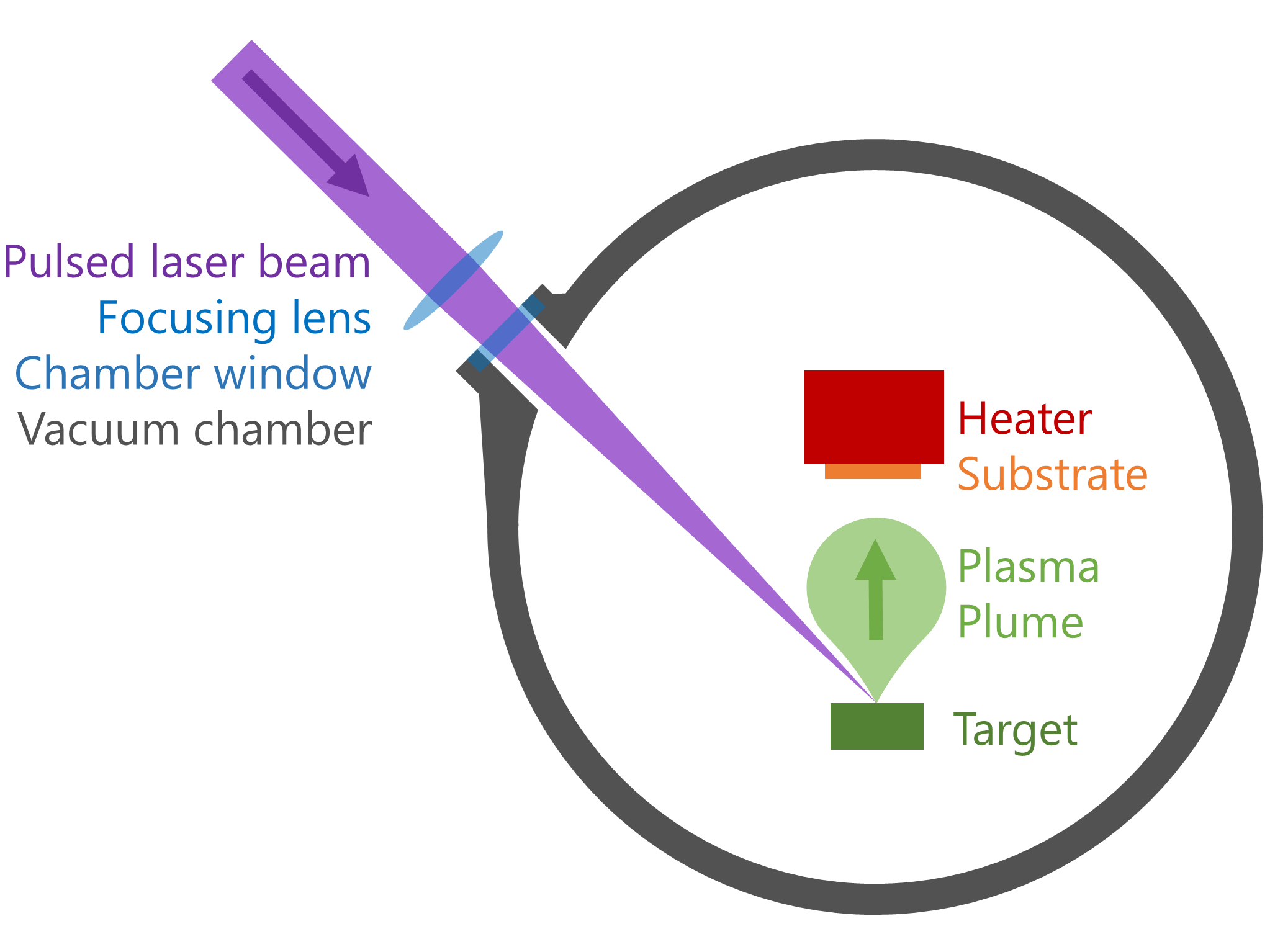
یک نمای کلی از محفظه رسوب‌گذاری PLD

مکانیزم‌های رسوب گذاری پالس لیزری بسیار پیچیده هستند، که شامل پروسه فرسایش ماده، هدف گذاری توسط تراش و پوسته سازی لیزر، ارتقاء شعله پلاسما با یونهای انرژی زایی بالا، الکترون‌ها مثل نوترون‌ها و کریستالی شدن غشا روی زیر لایه گرم شده می‌باشد. این پروسه معمولاً به چهار مرحله تقسیم می‌شود:
- جذب لیزر روی سطح هدف و ساییدگی لیزر از ماده هدف و تولید پلاسما
- دینامیک پلاسما
- رسوبگذاری ماده فرسایش یافته روی زیرلایه
- -هسته زایی و رشد غشا روی سطح زیر لایه
هر کدام از این مراحل برای کریستالی شدن(بلوریدگی)، هم شکلی، یکنواختی و استوکیومتری غشایی نهایی ضروری است. پرکاربردترین روش برای مدلسازی فرایند رسوب گذاری پالس لیزری تکنیک مونت کارلو (Monte Carlo) می‌باشد.[۲]

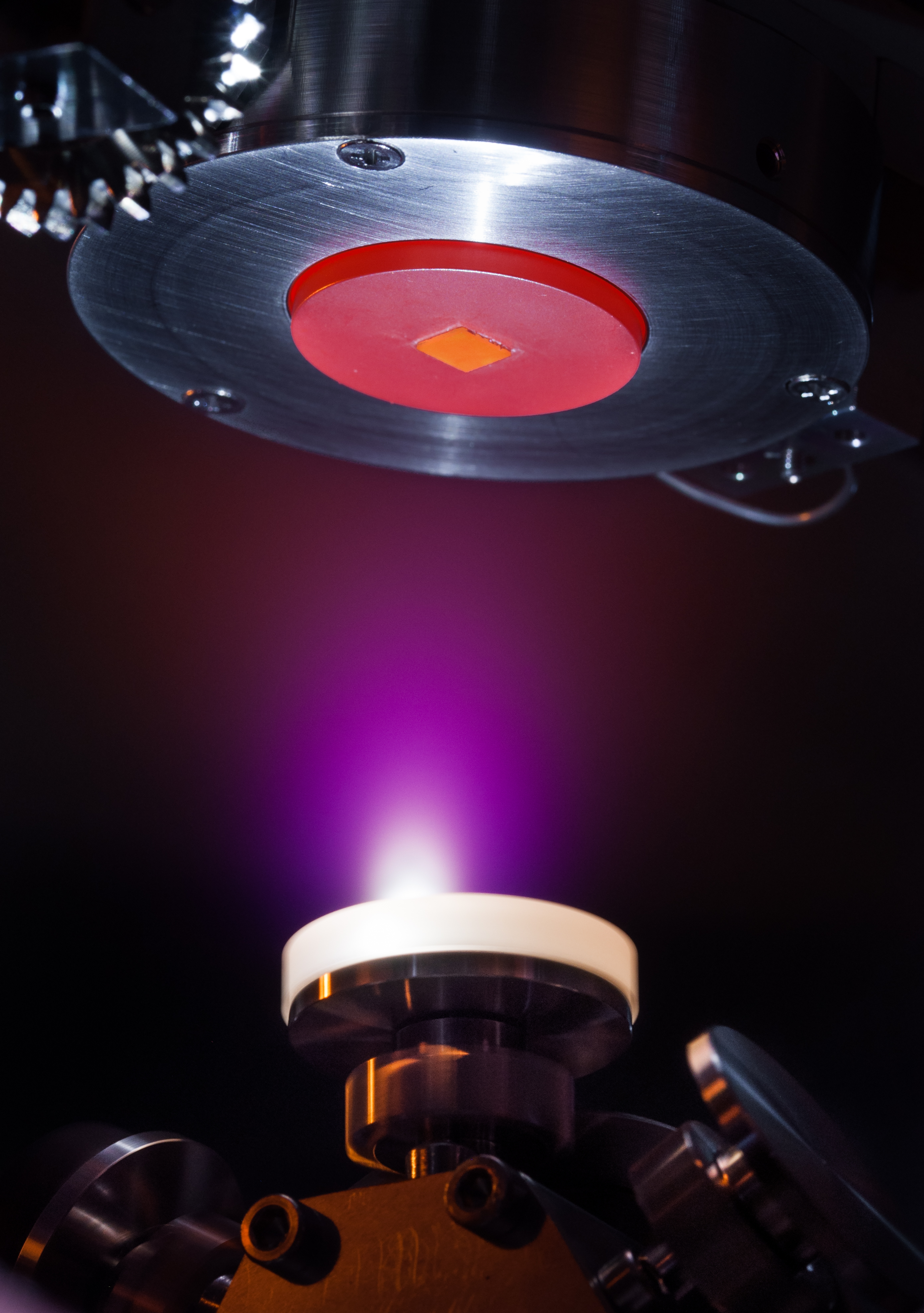
لایه‌های نازک اکسید با ظرافت لایه اتمی توسط رسوب گذاری پالس لیزری ساخته شده‌اند. در تصویر لیزر پالسی پرقدرت به یک دیسک سفید از Al_{2}O_{3 (آلومینا alumina)} اصابت می‌کند. پالس لیزری یک انفجار پلاسمایی که به شکل ابر بنفش قابل مشاهده است تولید می‌کند. ابر پلاسمایی از آلومینیوم به سمت محدوده حضور زیرلایه ساخته شده SrTiO_{3} گسترش می‌یابد که غلیظ و جامد شده و یک لایه اتمی را هر بار شکل می‌دهد. زیر لایه روی یک صفحه گرمایی قرمز و تابان در درجه °۵۶۰ سانتی گراد جای می‌گیرد تا کریستالیزه شدن غشای نازک آلومینیومی را بهبود دهد.

### فرسایش لیزری ماده هدف گذاری شده و تولید پلاسما
فرسایش ماده هدف‌گذاری شده توسط پرتو افشانی لیزری و تولید پلاسما فرایندهای بسیار پیچیده‌ای هستند. جداسازی اتم‌ها از توده مواد، به وسیله تبخیر توده روی سطح پخش، در شرایط غیر تعادلی انجام می‌شود. در این حال پالس تصادفی لیزر به اندازه عمق نفوذ در سطح ماده نفوذ می‌کند. اندازه عمق نفوذ به طول موج لیزر و شاخص شکست و انحراف ماده هدف گذاری در طول موج لیزر اعمال شده، بستگی دارد و معمولاً برای بیشتر مواد در محدوده 10nm می‌باشد. میدان الکتریکی قوی‌ای که توسط نور لیزر تولید شده به اندازه کافی برای برداشتن الکترونها از توده مواد جسم، قوی می‌باشد. این فرایند در محدوده 10ps از پالس لیزر ns اتفاق می‌افتد و توسط فرایندهای غیر خطی شامل یونیزاسیون فوتون چندگانه که توسط شکاف‌های میکروسکوپی سطحی، برون ریزی و برآمدگی‌ها بهسازی می‌شود، ناشی می‌شوند که میدان الکتریکی را افزایش می‌دهد. الکترون‌های آزاد در درون میدان الکترومغناطیسی نور لیزر، نوسان می‌کنند و با اتمهای توده مواد برخورد می‌کنند در نتیجه بخشی از انرژی شان را به شبکه مواد هدف گذاری درون محدوده سطحی منتقل می‌کنند؛ بنابراین سطح هدف گرم می‌شود و ماده تبخیر می‌شود.

### دینامیک پلاسما
در مرحله دوم ماده در یک پلاسما به موازات خط سیر معمول است، هدف به سمت زیرلایه در نتیجه دافعه کولنی، سطح هدف گسترش می‌یابد. پراکندگی فضایی شعله بستگی به فشار پس‌زمینه داخل محفظه PLD دارد. چگالی شعله با قانون {\displaystyle \cos ^{n}(x)} شکلی شبیه به منحنی گاوس توصیف می‌کند. تابع شکل شعله روی فشار در سه مرحله توصیف می‌شود:
- مرحله خلأ، که شعله خیلی باریک و در جهت مستقیم است. تقریباً هیچ پراکندگی با گاز پس زمینه اتفاق نمی‌افتد.
- محدوده میانی که یک شکاف از یونهای با انرژی زیاد از انواع با انرژی کم جذب شده را مشاهده می‌کنیم. اطلاعات زمان پرواز می‌تواند با یک مدل موج ضربه‌ای شبیه‌سازی کرد، هرچند این کار با مدل‌های دیگر نیز ممکن است.
- محدوده فشار بالا که ما گسترش نشت مانند بیشتری از ماده فرسایش پیدا می‌کنیم. معمولاً این پراکندگی همچنین بستگی به مقدار گاز پس زمینه دارد و می‌تواند استوکیومتری غشای رسوبی را تحت تأثیر قرار دهد.

مهم‌ترین نتیجه افزایش فشار پس زمینه کاهش گونه‌های با انرژی بالا در شعله پلاسمایی گسترده شده است. این نشان می‌دهد که ذرات با انرژی جنبشی حدود 50ev می‌توانند غشاء را در قبال رسوب گذاری روی زیر لایه بیرون بیندازند. این باعث نرخ رسوب گذاری کمتر می‌شود، همچنین می‌تواند باعث یک تغییر در استکیومتری غشا شود.

### رسوبگذاری ماده فرسایش یافته روی زیرلایه

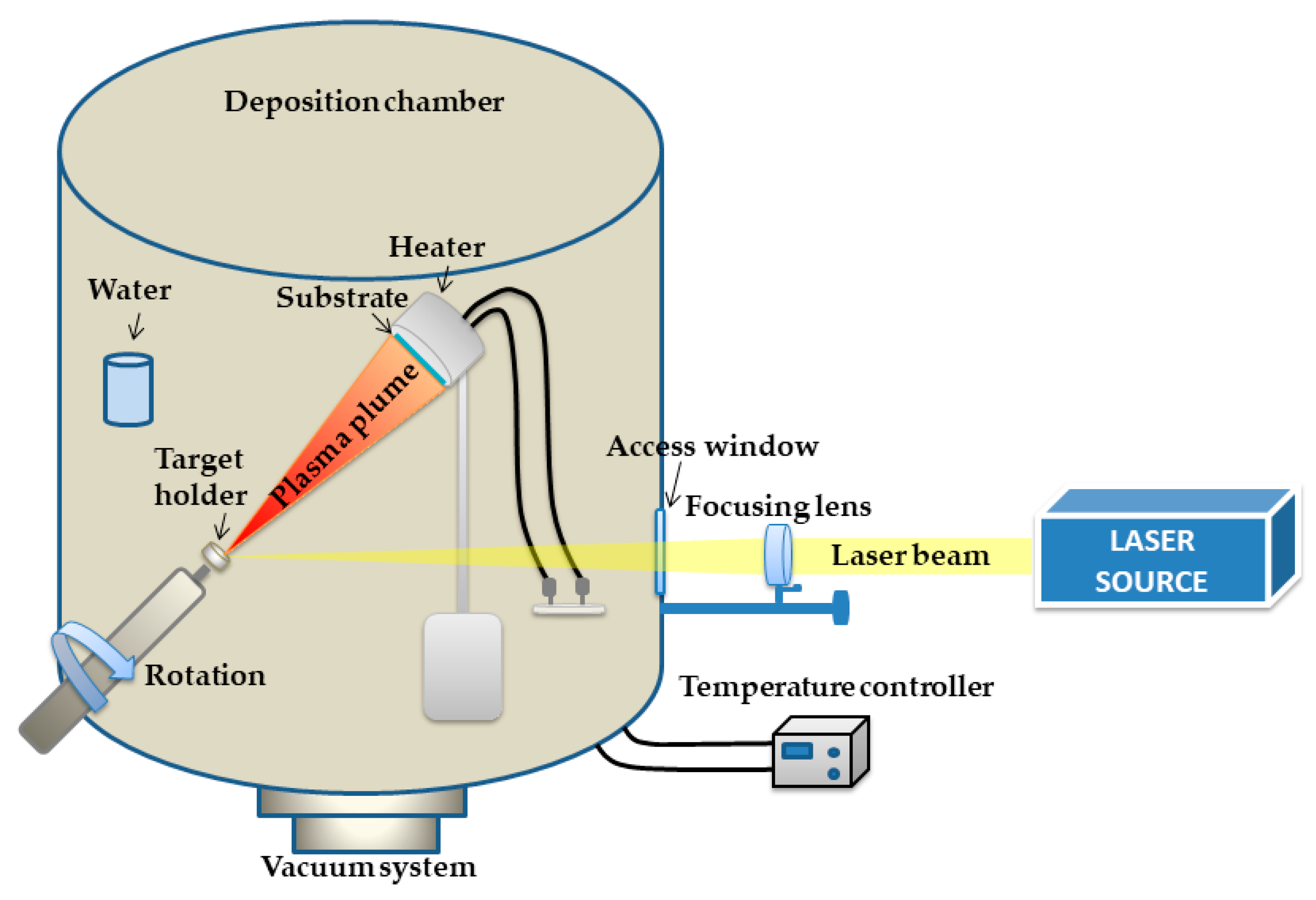
نمونه ای از یک مجموعه آزمایشی مورد استفاده برای سنتز PLD

این مرحله برای مشخص نمودن کیفیت غشای تشکیل شده پراهمیت می‌باشد. ذرات پرانرژی منتشر شده از هدف، سطح مورد نظر را بمباران می‌کنند. این برخورد می‌تواند منجر به ایجاد نواقصی در سطح غشا شود. گونه‌های پراکنده شده از بستر و ذرات ساطع شده از هدف، منطقه‌ای با تعداد برخورد بیشتر نسبت به مناطق دیگر تشکیل می‌دهند، که به عنوان منبع تراکم ذرات شناخته می‌شود. زمانی که سرعت چگالش ذرات به حد مشخصی برسد، می‌توان به شرایط تعادل گرمایی رسید و غشا در جریان فرسایش ذرات و تعادل گرمایی رشد خواهد کرد.

### هسته زایی و رشد غشا روی سطح زیر لایه
روند هسته زایی و رشد غشا به چندین پارامتر بستگی دارد که عبارتند از:
- پارامترهای لیزر: ویژگی‌هایی مانند تمرکز لیزر (برحسب ژول بر سانتی‌متر مربع)، انرژی لیزر و درجه یونیزه شدن ماده مصرف شده در لیزر که بر کیفیت غشای تشکیل شده تأثیرگذار است،[۶]و شار رسوب. در حالت کلی، چگالی هسته با افزایش شار رسوب افزایش می‌یابد.
- دمای سطح: دمای سطح تأثیر زیادی بر تراکم هسته دارد. به صورت کلی، افزایش دما، موجب کاهش چگالی هسته می‌شود.[۷] گرم شدن سطح می‌تواند توسط صفحه گرمایشی یا با استفاده از لیزر CO2 ایجاد شود.[۸]
- سطح زیرلایه: هسته زایی و رشد غشا می‌توانند تحت تأثیر سطح زیرلایه (مانند حکاکی شیمیایی[۹])، غلظت بستر زیرلایه و همچنین ناهمواری‌های زیرلایه قرار بگیرند.
- فشار زمینه ای: معمولاً در رسوبات اکسیژنی، برای اطمینان از انتقال استوکیومتری از هدف به غشا، زمینه اکسیژن لازم است. عنوان مثال، اگر زمینه اکسیژن کم باشد، غشا از استوکیومتری‌ای رشد خواهد کرد که بر تراکم هسته و کیفیت غشای تشکیل شده تأثیر می‌گذارد.[۱۰]